# Asteriopathes colini
Asteriopathes colini är en korallart som beskrevs av Opresko 2004. Asteriopathes colini ingår i släktet Asteriopathes och familjen Aphanipathidae. Inga underarter finns listade i Catalogue of Life.